# Hemodiafiltración
La hemodiafiltración es un método de diálisis renal que combina la hemodiálisis y la hemofiltración.
La hemofiltración conjuntamente con la hemodiálisis es usada a veces en algunos centros como tratamiento crónico, esto es llamado hemodiafiltración. Al usar grandes cantidades de líquidos de sustitución (60 a 90 litros por tratamiento), las toxinas y los solutos pueden ser eliminados del paciente, como por ejemplo la microglobulina beta 2, que es eliminada mucho más eficientemente con hemofiltración que con hemodiálisis.
La hemodiálisis es muy eficiente eliminando toxinas de bajo peso molecular y la hemofiltración es más eficiente eliminando toxinas de peso molecular más alto. La hemodiafiltración describe la combinación de un hemofiltro y un hemodializador en el mismo circuito. Esto se consigue por la adición de una membrana de diálisis a un circuito estándar de hemofiltración en el ajuste de la unidad de cuidados intensivos, o también por la adición de un hemofiltro a una máquina de hemodiálisis modificada donde el líquido de reemplazo es generado por la máquina durante la sesión de la diálisis (hemodiafiltración en línea). Se puede esperar una eliminación más eficiente debido a la hemofiltración adicional de las toxinas de mediano peso, que puede traducirse en mejores resultados para los pacientes de diálisis que reciben este tratamiento. No obstante, a pesar de los ensayos en curso, no se ha demostrado ninguna evidencia de este beneficio.